# امامزاده اسماعیل غریب مزرعه
امامزاده اسماعیل غریب مزرعه مربوط به سدهٔ ۴ تا ۶ ه.ق است و در شهرستان آبیک، بخش مرکزی، روستای غریب مزرعه واقع شده و این اثر در تاریخ ۱۹ مرداد ۱۳۸۴ با شمارهٔ ثبت ۱۲۸۹۰ به‌عنوان یکی از آثار ملی ایران به ثبت رسیده است.